# BMW 123d
De BMW 123d is de krachtigste dieselversie van de 1-reeks van de Duitse automobielconstructeur BMW. De auto is uitgerust met EfficientDynamics en kan daardoor het verbruik beperken tot 5,2 l/100 km, wat verbazingwekkend goed is in deze prestatieklasse. De 123d is beschikbaar als Sportshatch (3-deurs), Hatch (5-deurs), Cabrio (2-deurs) en Coupé (2-deurs met koffer, dus 40 liter grote kofferruimte dan in Hatch). Alle versies worden standaard afgeleverd op runflat banden wat de gewoonte is bij BMW tegenwoordig.

## Motor
De motor is een tweeliter vier-in-lijn dieselmotor met 2 turbo's die sequentieel gemonteerd zijn. Het maximumvermogen van 204 pk wordt geleverd bij 4.400 tpm en het maximumkoppel van 400 Nm bij 2000 tpm. Het wordt vastgehouden tot 2.250 tpm. De motor beschikt over een biturbo drukvoeding van het meerfasige type. Bij lage toerentallen gaat de inlaatlucht door de kleine turbine, en naargelang het toerental stijgt neemt de grote turbo het geleidelijk van de kleine over. De 123d doet een beroep op direct injectie (common-rail, derde generatie) met een inspuitdruk van 2000 bar, tegenover 1800 bar voor de 120d.
In september 2007 werd, samen met de Coupé, ook een nieuwe dieselmotor geïntroduceerd. 

De 123d werpt zich op als de nieuwe referentie onder de viercilinderdiesels, niet enkel door zijn prestaties, maar ook door zijn lage brandstofverbruik en CO2-uitstoot. BMW toont hier eens te meer zijn knowhow als motorbouwer.
— Cédric Desère in AutoGids